# Pokémon Legends: Arceus
Pokémon Legends: Arceus là trò chơi điện tử hành động nhập vai phát triển bởi Game Freak và phát hành bởi Nintendo và The Pokémon Company trong năm 2022 cho hệ máy Nintendo Switch. Trò chơi thuộc thế hệ thứ tám của dòng trò chơi Pokémon và là phần tiền truyện của bộ đôi trò chơi điện tử nhập vai Pokémon Diamond và Pearl năm 2006 cho hệ máy Nintendo DS. Pokémon Legends: Arceus dự kiến được phát hành vào ngày 28 tháng 1 năm 2022. Trò chơi chính thức được công bố trong Lễ kỷ niệm Pokémon lần thứ 25 cùng với bộ đôi Pokémon Brilliant Diamond và Shining Pearl (phát hành ngày 19 tháng 11 năm 2021).

## Lối chơi
Pokémon Legends: Arceus thuộc thể loại hành động nhập vai, lần đầu tiên trong chuỗi những trò chơi Pokémon. Dù có sự khác biệt và thay đổi trong lối chơi, Legends: Arceus vẫn sẽ giữ lại những lối chơi cốt lõi của series. Trò chơi sẽ là thế giới mở trong Wild Area được giới thiệu trong Pokémon Sword và Shield. Trò chơi xảy ra tại một thời điểm trong quá khứ thuộc lịch sử của vùng Sinnoh, từ rất lâu trước khi xảy ra sự kiện của Pokémon Diamond và Pearl. Nhiệm vụ của trò chơi là lập ra Pokédex đầu tiên của Sinnoh. Pokémon huyền bí Arceus sẽ đóng vai trò quan trọng trong cốt truyện của trò chơi.
Người chơi có thể bắt Pokémon trực tiếp từ thế giới mở mà không cần chiến đấu trước và có thể bắt đầu một trận đấu bằng cách gọi ra một Pokémon đã bắt trước đó gần một Pokémon hoang dã. Poké Ball ở thời đại này được làm từ gỗ và phun ra hơi nước khi bắt một Pokémon. Ở đầu game, sẽ có ba lựa chọn Pokémon khởi đầu: Rowlet (từ Pokémon Sun và Moon), Cyndaquil (từ Pokémon Gold và Silver), và Oshawott (từ Pokémon Black và White), là trò chơi đầu tiên có những Pokémon khởi đầu đến từ ba thế hệ khác nhau.

## Phát triển và phát hành
Pokémon Legends: Arceus được phát triển bởi Game Freak. Đây là dự án trò chơi hành động nhập vai đầu tiên của studio. Trò chơi được công bố lần đầu tiên vào ngày 26 tháng 2 năm 2021, một phần của Lễ kỷ niệm 25 năm Pokémon cùng với Pokémon Brilliant Diamond và Shining Pearl. Trò chơi là phần tiền truyện của Diamond và Pearl. Pokémon Legends: Arceus dự kiến được phát hành trên toàn thế giới vào ngày 28 tháng 1 năm 2022.

## Đón nhận

### Trước khi phát hành
Sau khi trailer giới thiệu được công bố, nhiều trang tin như Polygon, cũng như người chơi, so sánh bối cảnh thế giới mở của game với The Legend of Zelda: Breath of the Wild trên hệ máy Nintendo Switch, trên phương diện lối chơi cũng như phong cách đồ họa. Nhiều người hâm mộ chỉ trích game thiếu chiều sâu, chất lượng đồ họa không nhất quán, sử dụng quá đà, và những vấn đề về hiệu suất.

### Đánh giá quan trọng
Pokémon Legends: Arceus đã nhận được "đánh giá chung thuận lợi" theo trang web đánh giá tổng hợp Metacritic.